# Friedrich Wilhelm Albrecht (Schriftsteller)
Friedrich Wilhelm Albrecht (* 4. Oktober 1774 in Lindenberg; † 8. Januar 1840 in Beuster) war ein plattdeutscher Schriftsteller.
Albrecht ist 1774 in Lindenberg in der Altmark geboren. Er besuchte die Schule in Gardelegen und das Gymnasium zum Grauen Kloster in Berlin. Im Anschluss studierte er von 1795 bis 1797 Theologie an der Universität in Halle und wurde Hauslehrer in der Altmark. 1800 wurde er Pastor in Höwisch und 1824 in Beuster, wo er 1840 starb. Seine Grabstätte befindet sich auf dem Kirchengelände von Beuster.

## Werke
- Plattdeutsche Gedichte von einem altmärkischen Landmann. Band 1, Rubach, Magdeburg 1817
- Plattdeutsche Gedichte von einem altmärkischen Landmann. Band 2, Rubach, Magdeburg 1818 (Digitalisat)
- Plattdeutsche Gedichte von einem altmärkischen Landmann. Band 3, Rubach, Magdeburg 1822